# Maya-Maya flygplats
Maya-Maya flygplats är Brazzavilles internationella flygplats. Maya-Maya flygplats ligger 319 meter över havet. IATA-koden är BZV och ICAO-koden FCBB. Maya-Maya flygplats hade 13 402 starter och landningar med totalt 587 093 passagerare, 4 865 ton inkommande frakt, 822 ton utgående frakt, 36 ton inkommande post och 3,6 ton utgående post 2018.